# James Meade
James Edward Meade (Swanage, 23 de junio de 1907 - Cambridge, 22 de diciembre de 1995) fue un economista inglés.
Fue laureado con el Premio del Banco de Suecia en Ciencias Económicas en memoria de Alfred Nobel en 1977, junto al sueco Bertil Ohlin, por su "contribución fundacional al estudio de la teoría del comercio internacional y los movimientos internacionales del capital."
Meade estudió en el Malvern College. Se interesó por la economía de forma creciente tras un curso de post-graduado que hizo en el Trinity College de Cambridge (1930-1931), donde mantuvo discusiones con los economistas más importantes de la época, como Dennis Robertson y John Maynard Keynes.
Tras trabajar en la Sociedad de Naciones y en la Oficina del Gobierno, fue el economista principal en los primeros años del gobierno de Clement Attlee, antes de convertirse en profesor en la London School of Economics (1947-1957) y en la Universidad de Cambridge (1957-1967).

## Libros
Entre sus libros se incluyen:
- Teoría de la Política económica internacional -- La balanza de pagos (1951)
- Teoría de la Política económica internacional -- Comercio y bienestar (1955)
- Principios de Economía Política (1965-1976)
- Guía del radical inteligente hacia la economía política (1975)

- Datos: Q235843
- Multimedia: James Meade / Q235843